# Bettmannsäge
Bettmannsäge ist ein zur niederbayerischen Kreisstadt Regen gehörendes Dorf im Bayerischen Wald. Hier leben etwa 150 Einwohner.

## Lage
Bettmannsäge liegt zwischen Zwiesel und Regen an der Bahnstrecke Plattling–Bayerisch Eisenstein, der so genannten Bayerischen Waldbahn.

## Geschichte
Der Name des Ortes geht auf ein großes Sägewerk zurück, das am Ufer des Schwarzen Regens entstand. Am 1. Mai 1898 erhielt es einen eigenen Haltepunkt an der Bahnstrecke. Das Sägewerk war mit einem Ladegleis an die Hauptstrecke angeschlossen, und über eine Drehscheibe konnte man die Waggons in die verschiedenen Werkgleise drehen.

### Die Ära Bettmann
Am 28. Juni 1881 kaufte der jüdische Holzgroßhändler Meier (auch Mayer) Bettmann aus Nürnberg das Sägewerk für 16 000 Gulden. Bettmann erweiterte 1883, 1884 und 1885 den Grundbesitz durch Zukäufe um 10,66 Hektar und machte aus dem Sägewerk einen modernen Holzverarbeitungsbetrieb. 1884 wurde ein Wohnhaus mit Stall und Holzlagerplatz errichtet, 1885 ein Arbeiterwohnhaus, 1888 folgten Schneidsägeerweiterung und Dampfkesselhaus mit Kamin und 1892 ein weiteres Wohnhaus.
Meier Bettmann starb am 1. März 1888 im Alter von 84 Jahren als Privater in Nürnberg. Demnach war die Firma M. Bettmann & Cie. vermutlich bereits vorher an seinen Sohn Sigmund Bettmann übergegangen. Bettmanns Bemühen um die Errichtung einer Bahnhaltestelle für den allgemeinen Personenverkehr wurde 1889 vom königlichen Ober-Bahnamt in Rosenheim noch zurückgewiesen. 1894 verlieh das Innenministerium der Siedlung auf Antrag des Besitzers den offiziellen Ortsnamen Bettmannsäge.
1894 entstanden ein Maschinenhaus und ein weiteres Arbeiterwohnhaus. Am 1. Mai 1898 erhielt Bettmannsäge endlich den eigenen Haltepunkt an der Bahnstrecke. 1905 wurde das Sägewerk erneut vergrößert und das Kesselhaus neugebaut. 1907 kam eine Holztrockenanlage dazu, 1924 wurde ein Gleis in die Verladehalle verlegt. 1931 entstanden Kistenfabrik, Autohalle und ein neues Sägemeisterwohnhaus.
Inzwischen war Alfred Fränkel (Fraenkel), Sohn einer Bettmann-Tochter und ebenfalls jüdischer Herkunft, Besitzer des Sägewerkes. Er ließ bis zum Ersten Weltkrieg mehrere Arbeiterwohnhäuser erbauen, aus denen sich der Ort Bettmannsäge entwickelte. Da der Besitzer des Sägewerks jüdischer Abstammung war, wurde der Ort in der Zeit des Nationalsozialismus am 4. Oktober 1936 in Regentalsäge umbenannt. Im Dezember 1938 musste Fränkel seinen Besitz an eine Gesellschaft namens Jäger & Co. verkaufen. Fränkel emigrierte 1939 nach Coventry in England, wo er 1940 starb.
Der Sägebetrieb wurde von den neuen Besitzern vom Flussufer zum Bahnhof verlegt. Eine Zimmerei und Schreinerei entstanden, und die Fertigung von kompletten Barackenunterkünften wurde aufgenommen. Diese fanden schon vor und noch mehr während des Zweiten Weltkrieges reißenden Absatz. Die Belegschaft erreichte aufgefüllt mit Kriegsgefangenen annähernd 200 Mann.

### Aus Regentalsäge wird wieder Bettmannsäge
Nach Kriegsende wurde das Werk unter Treuhandschaft gestellt. Die Arbeit wurde mit Schnittholzlieferungen im Auftrage der amerikanischen Besatzungsmacht wieder aufgenommen. Fränkels Witwe Helene kam zur Durchsetzung ihrer Wiedergutmachungsansprüche mehrmals an den früheren Wirkungsort. Am 14. Mai 1950 erfolgte die neuerliche Umbenennung in Bettmannsäge. 1951 wurde das Ladegleis abgebaut. Dieses war an die Hauptstrecke angeschlossen, und über eine Drehscheibe konnte man die Waggons in die verschiedenen Werkgleise drehen. 1960 ging der Betrieb in Konkurs. Die Kreissparkasse Regen als Hauptgläubiger ersteigerte den gesamten Besitz und verkaufte ihn 1963 an Alfred Lewandowski. Dieser errichtete hier eine Verbandstoffweberei, welche zusätzlich zu München die Erweiterung der medizinischen Verbandstoffherrstellung ermöglichen sollte. In den weiteren Jahren wurde das E-Werk erneuert und nicht benötigte verfallene Gebäude abgerissen. 1976 wurde der letzte der beiden 30 Meter hohen Schornsteine gesprengt und die darin befindliche Dampfanlage wurde abgebaut und verkauft.
Geplant war neben der Weberei auch der Ausbau des 15 ha großen Areals mit weiteren Straßen und Häusern für die Mitarbeiter der Weberei. Dazu entstanden detaillierte Pläne.
Bettmannsäge gehörte zur Gemeinde Rinchnachmündt und wurde mit dieser im Zuge der Gemeindegebietsreform am 1. Mai 1978 in die Stadt Regen eingegliedert.